# Атлантида (фильм, 2002)
«Атлантида» — совместный российско-украинский кинофильм, вышедший на экраны в 2002 году.

## Сюжет
Действие разворачивается в дачном местечке «Атлантида» недалеко от Одессы. Главный герой фильма — талантливый художник, у которого творческий и семейный кризис. В него влюбляется дочь его соседей.

## В ролях
| Актёр                | Роль                                    |
| -------------------- | --------------------------------------- |
| Дмитрий Харатьян     | Александр                               |
| Ольга Сутулова       | Настя                                   |
| Александр Балуев     | Константин (Котя), бывший любовник Риты |
| Юлия Рутберг         | Нина, жена Юрия                         |
| Александр Самойленко | Юрий (Кики)                             |
| Андрей Струев        | хирург в больнице                       |
| Татьяна Шелига       | Ирина Ивановна                          |
| Георгий Хостикоев    | Рома                                    |
| Филипп Панов         | француз                                 |
| Татьяна Лютаева      | Рита                                    |
| Лариса Шахворостова  |                                         |
| Наталья Пикула       | Ирина, охранник в женской колонии       |
| Сергей Карякин       |                                         |

Андрей Анкудинов Переводчик Француза

## Съёмочная группа
- Автор сценария: Наталья Павловская
- Режиссёр: Александр Павловский
- Оператор: Александр Носовский

## Награды
- Фильм был удостоен специального приза на конкурсе «Зрительский взгляд» кинофестиваля «Кинотавр» (2002)[1].